# Hagenbach (Schwäbisch Hall)
Hagenbach, früher auch Hagenbuch genannt, ist der historische Siedlungskern des Schwäbisch Haller Stadtteils Tullauer Höhe / Hagenbach.

## Geographische Lage und Beschreibung
Hagenbach liegt im Süden des Stadtkerns von Schwäbisch Hall auf der Tullauer Höhe, einem an drei Seiten von Tälern eingefassten Fragment der Hohenloher Ebene in der Keuperaustrittsbucht des Kochers. Im Norden fällt das Terrain zur sogenannten Haller Bahnhofsbucht ab, einer alten linken Talschlinge des Kochers, im Osten zieht das Kochertal nordwärts, im Süden läuft die auch Eselsklinge genannte Schlucht des Luckenbachs ostwärts zum Kocher bei Tullau.
Ungefähr in der Mitte dieses rund einen Quadratkilometer großen, zu den Tälern hin schon früh abfallenden Ebenenstücks liegen die Häuser des Weilers Hagenbach am Hang einer hier noch flach zum Luckenbach im Süden laufenden Mulde auf etwa 375 m ü. NHN. Das ehedem umgebende Ackerland im Bogen von Westen über Osten nach Süden ist heute mit Siedlungsvierteln des Stadtteils Tullauer Höhe/Hagenbach überbaut, die sich am Hagenbacher Ring entlangziehen, und zwischen denen die wenigen alten Häuser bäuerlichen Stils abseits der erschließenden Ringstraße und nahe der Brahmsstraße fast zu übersehen sind. Nur jenseits der Mulde im Südwesten sind noch Teile der alten Flur offen.
Der gesamte Stadtteil Tullauer Höhe/Hagenbach hat heute 3.002 Einwohner (Stand 2014).

## Geschichte
Ein Zweig der Familie Schultheiß aus Schwäbisch Hall ist als Ortsadel im 13. Jahrhundert belegt. Die Urkunde des Schenks Walther von Limpurg vom 18. November 1266 nennt Walther von Hagenbach als Zeuge. Vermutlich diente Walther von Hagenbach als limpurgischer Ministeriale. Der Burgplatz ist unbekannt. Bis 1935 war Hagenbach Teilort der Gemeinde Bibersfeld. Lange verhandelte Schwäbisch Hall mit Bibersfeld über die Eingemeindung ihres Teilorts Hagenbach nach Hall, bis am 1. April 1935 die Eingemeindung Hagenbachs nach Schwäbisch Hall erfolgte. Am 1. Februar 1976 wurde im Rahmen eines Festgottesdienstes die Kirchengemeinde nach dem Teilort Tullauer Höhe / Hagenbach benannt; heute trägt sie den Namen Lukasgemeinde. Am 23. September 1978 wurde das Sportzentrum der TSG Schwäbisch Hall Hagenbachstadion genannt. Am Hagenbacher Ring wurden am 29. Oktober 1983 die katholische St. Markuskirche und das Gemeindezentrum eingeweiht.